# قطعنامه ۸۰۰ شورای امنیت
قطعنامه ۸۰۰ شورای امنیت سازمان ملل متحد که در تاریخ ۰۸ ژانویه ۱۹۹۳ تصویب شد، سندی بین‌المللی دربارهٔ پذیرش اعضای جدید سازمان ملل متحد: اسلواکی است. این قطعنامه طی نشست ۳۱۵۷ام تصویب شد.